# Wilhelm von Diez
Albrecht Christoph Wilhelm von Diez (Bayreuth, 17 gennaio 1839 – Monaco di Baviera, 25 febbraio 1907) è stato un pittore tedesco appartenuto alla Scuola di Monaco.

## Biografia
Studiò disegno a Bayreuth passando poi, dal 1853 al 1855, il Politecnico di Monaco di Baviera divenendo poi allievo di Carl von Piloty all'accademia delle belle arti di Monaco, dove rimase per poco tempo continuando poi da autodidatta.
Iniziò a lavorare come illustratore a le Fliegende Blättern (Le foglie volanti) dove illustrò la Storia della guerra dei trent'anni di Schiller. I suoi disegni mostrano incisioni dal tratto leggero. Si dedicò poi anche alla pittura, soprattutto di genere, a soggetti animali ed a paesaggi. Divenne poi professore nel 1871 presso l'Accademia di Belle Arti, diretta da Wilhelm von Kaulbach, dove ebbe come allievi Julius Adam II, Robert Breyer, Paul Hoecker Heinrich Lefler, Ludwig von Löfftz, Fritz Mackensen, Franz Marc, Max Slevogt, Wilhelm Trübner, Viktor Weisshaupt, Alfred Schwarzschild, Fritz Osswald ed altri. Tuttavia la sua influenza andò ben oltre l'accademia e il suo colorismo influenzò più generazioni di pittori che lavorarono a Monaco di Baviera, come ad esempio Bruno Piglhein.
Vinse una medaglia d'oro all'Esposizione internazionale di Monaco del 1883, per una Adorazione dei pastori.